# Župnija Prvačina
Župnija Prvačina je rimskokatoliška teritorialna župnija dekanije Šempeter škofije Koper. Kakor župnijska cerkev in naselje samo se prvič omenja leta 1348, čeprav naj bi obstajala že pred letom 1300. 
Poleg župnijske cerkve stojijo v župniji še baročna mrliška vežica, več manjših kapelic, ki so raztresene po naselju in kužno znamenje domnevno iz 15. stoletja.

## Sakralni objekti
- župnijska cerkev sv. Andreja